# Sint-Kruis

Sint-Kruis (em português:  Santa Cruz) é uma vila e deelgemeente do município belga de Bruges, província de Flandres Ocidental. Até 31 de Dezembro de 1976, foi município autónomo, extinto pela reforma comunal de 1977. Em 1 de Janeiro de 2005, tinha uma população de 16.224 habitantes, uma área de 16,84 km² e uma consequente densidade populacional de 963 habitantes por km². Na a(c)tualidade é um subúrbio residencial de Bruges.

## Monumentos

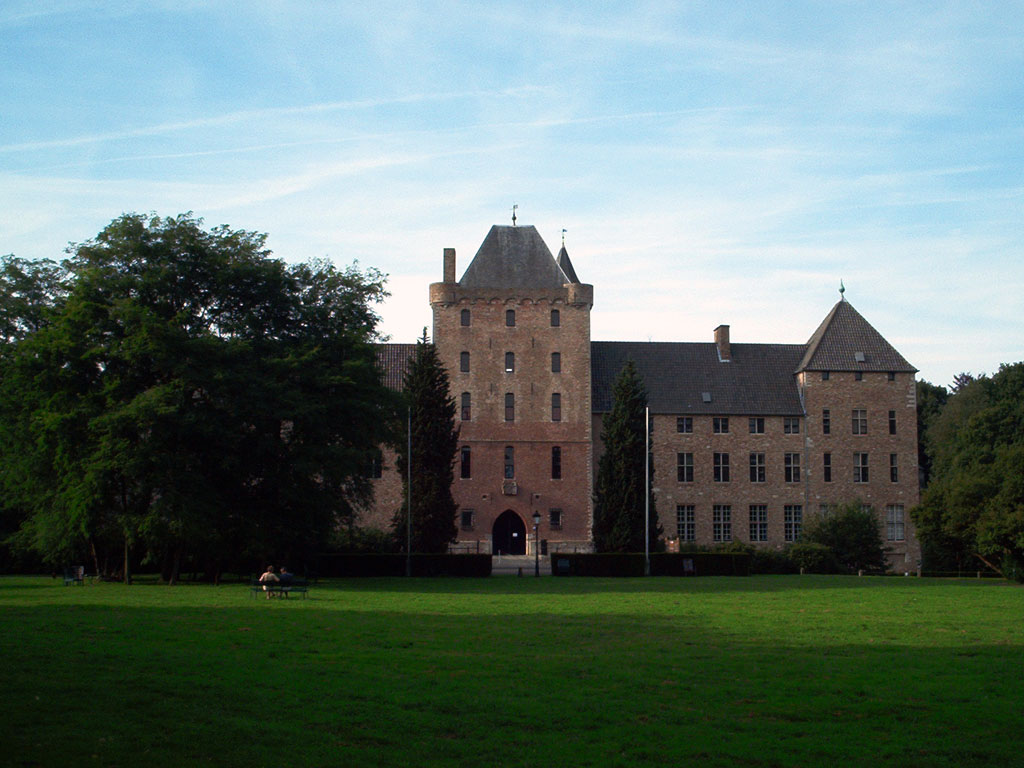
Abadia de Sint-Trundo.

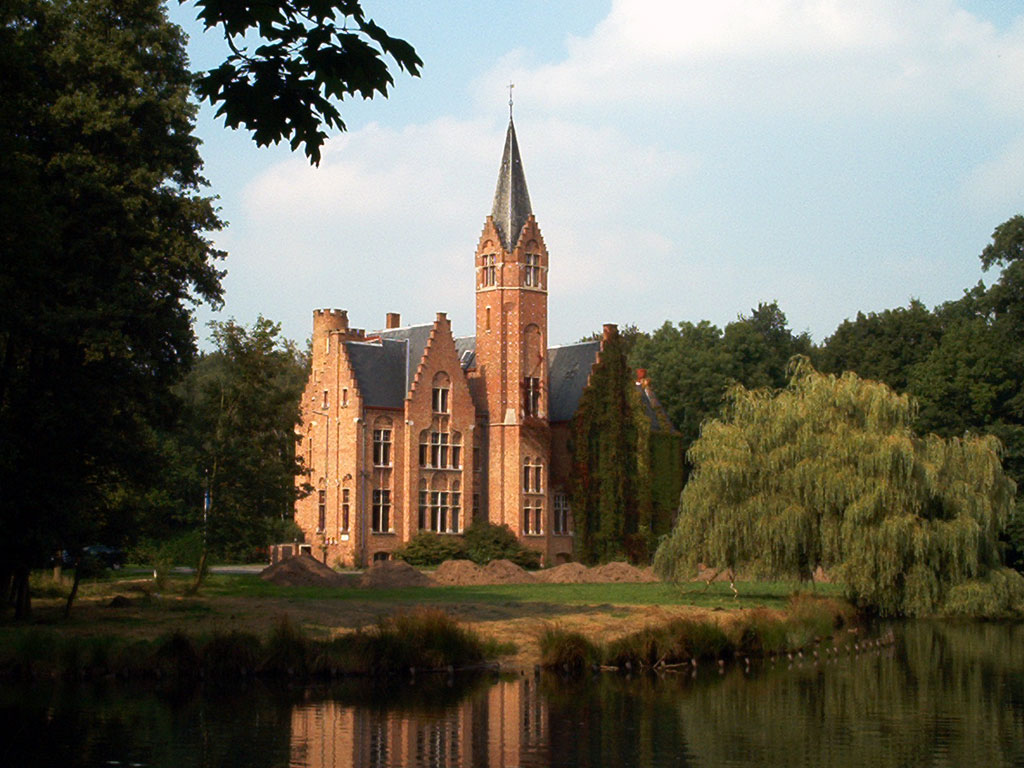
Castelo de Ryckevelde.

- Abadia de Sint-Trundo

- Castelo de Ryckevelde